# Peștera lui Duțu
Peștera lui Duțu este o arie protejată de interes național ce corespunde categoriei a IV-a IUCN (rezervație naturală de tip speologic), situată în județul Arad, pe teritoriul administrativ al comunei Săvârșin.
Rezervația naturală are o suprafață de 0,10 ha, și reprezintă o peșteră (cavernă) în malul stâng al pârâului Valea Fundata, la o altitudine de 240 m, în sud-estului satului Toc, ce adăpostește colonii de lilieci din ordinul chiropterelor, din speciile Myotis m. și Rhinolophus e.